# 假黏着杆菌属
假黏着杆菌属（学名：Pseudotenacibaculum）是黄杆菌科下的一个属。

## 下属物种
本属包括以下物种：
- 鲍假粘着杆菌 Pseudotenacibaculum haliotis Huang et al., 2016，分离自鲍鱼肠道。[2]